# سامانه گردش باز

ملخ سامانه گردش بازدارد که در آن همولنف، از طریق سینوس‌های به‌هم‌پیوسته یا موکول‌ها، در فضاهای اطراف اندام‌ها حرکت می‌کند. خون بندپاها هموگلوبین ندارد.

سامانه (دستگاه) گردش باز نوعی از دستگاه گردش مواد برخی جانوران مثل ملخ است. جانورانی که سامانه گردشی باز دارند،مویرگ ندارند و همولنف مستقیما به فضای بین یاخته های بدن آنها وارد می شود و در مجاورت آنها جریان می یابد. بندپایانی مانند ملخ سامانۀ گردشی باز دارند در این نوع گردش، آئورت از طریق رگ‌هایی که انتهای آنها باز است، به فضای بین سلول‌ها وارد می‌شود. پس از تغذیه سلول‌ها و جمع‌آوری فضولات و تبادلات گازی در نایژک‌ها، همولنف که ترکیب خون+لنف+مایع میان بافتی است از چند منفذ به قلب ریخته می‌شود.

## نکات
قاطبه موجوداتی که سامانه گردش بازدارند:
- تنها رگهای خروجی از قلب (سرخرگ) دارند و سیاهرگ ندارند.
- مویرگ وجودندارد.[۲][۳]

## کارکرد
در بدن چنین جاندارانی مانند حشرات یک یا چند قلب به واسطه انقباض خود همولنف را به یک سیستم به هم متصل از سینوس‌ها پمپ می‌کنند که این سینوس‌ها در واقع فضاهای اطراف اندام‌های جاندار است در هنگام این انقباض دریچه‌های اوستیوم (به انگلیسی:Ostium) بسته‌اند و خون از طریق عروق جانبی (به انگلیسی: Lateral Vessels) و رگ قدامی (به انگلیسی: Anterior Vessel) پمپ می‌شود. در این هنگام همولنف تبادلات شیمیایی خود را با سلول‌ها انجام می‌دهد. حال به واسطه انبساط دوباره قلب در حالی که دریچه‌های اوستیوم باز شده‌اند همولنف دوباره به داخل قلب‌ها بازمی‌گردد تا چرخه از سر گرفته شود. در ضمن، هر دو دریچه قلب به سمت خارج یا بیرون از قلب باز می‌شوند. همولنف از طریق رگ‌ها به قلب بازنمی‌گردد. (توسط فضای بین یاخته ای)

## مزایا
- مصرف انرژی پایین‌تر: فشار هیدروستاتیکی کمتر در دستگاه گردش خون باز، آن را کم‌هزینه‌تر از دستگاه‌های بسته می‌کند.
- عروق کمتر: انرژی مورد نیاز کمتری برای ساخت و نگه‌داری (ترمیم) شبکه عروقی دارد زیرا فاقد مویرگ و شبکه رگی وسیع است.
- اسکلت هیدروستاتیک در بند پایان و سخت پوستانی که به تازگی پوست اندازی کرده‌اند، برای حمایت از بدن استفاده می‌شود.